# Sepioteuthis lessoniana
Il calamaro di Lesson (Sepioteuthis lessoniana Lesson, 1830) è un calamaro appartenente alla famiglia Loliginidae proveniente dall'Indo-Pacifico. È una delle tre specie riconosciute nel genere Sepioteuthis, ma degli studi nel 1993 hanno ipotizzato che Sepioteuthis lessoniana possa includere diverse specie molto simili e correlate.
Questi molluschi sono caratterizzati da una pinna ovale, abbastanza ampia, che si estende attorno ai margini del mantello come le pinne delle seppie.
Sono calamari di piccole dimensioni, tra i 3,8 e i 33 cm di lunghezza.
La riproduzione di solito avviene intorno a maggio; i giovani hanno già la capacità di cambiare colore e sembrano adulti in miniatura. Crescono molto velocemente e possono guadagnare fino a 600 g di peso in soli 4 mesi. La durata media della loro vita è però abbastanza corta: la lunghezza massima registrata è di 315 giorni. La dieta comprende crostacei e piccoli pesci.
Si trovano in acque temperate e tropicali dell'oceano Pacifico e dell'oceano Indiano, ma sono migrati anche nel mar Mediterraneo. Sono specie costiere, tipiche delle barriere coralline.
In Asia vengono pescati in grande quantità per essere mangiati. A causa della veloce crescita, inoltre, questa specie è una delle più promettenti per l'acquacoltura.

## Tassonomia e nomenclatura

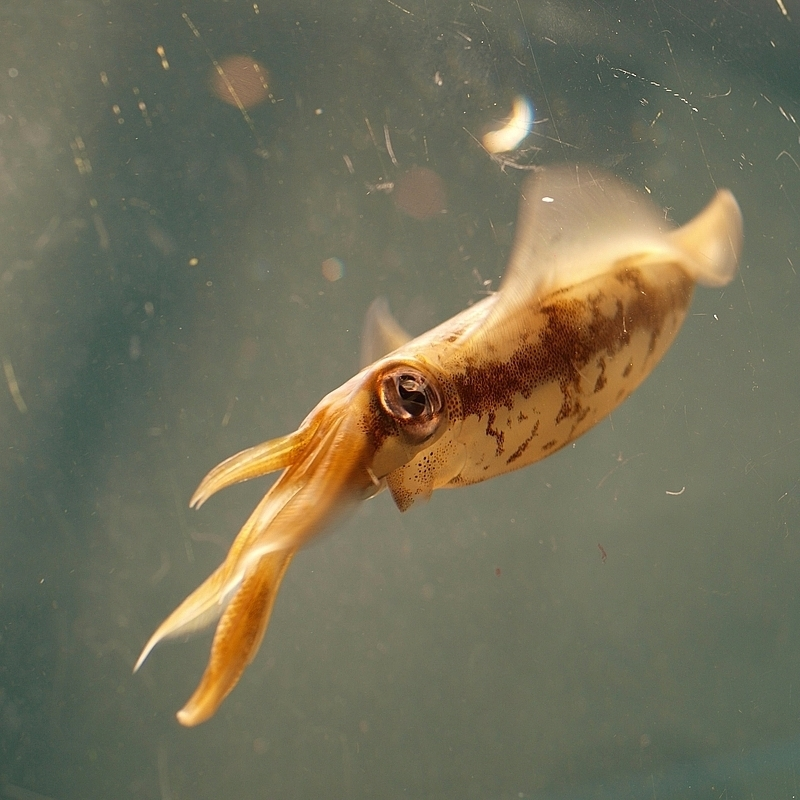
Esemplare in un acquario di Tokyo

Questa specie viene chiamata bigfin reef squid o oval squid in inglese, ma è anche nota come northern calamary in Australia e Nuova Zelanda, per distinguerla da Sepioteuthis australis (southern reef squid). Altri nomi comuni sono oosi kanava in Tamil, calmar tonnelet in francese, calamar manopla in spagnolo, Großflossen-Riffkalmar in tedesco, 莱氏拟乌贼 in cinese, アオリイカ in giapponese e kinn mon in birmano.
Sepioteuthis lessoniana è una delle tre specie riconosciute nel genere Sepioteuthis nella famiglia Loliginidae. Sepioteuthis significa "calamaro seppia", dal greco σηπία (sēpía, "seppia") e τευθίς (teuthis, "calamaro").
L'olotipo fu trovato da René-Primevère Lesson nei pressi della Nuova Guinea durante il viaggio della corvetta francese La Coquille sotto il comando di Louis-Isidore Duperrey. Molte specie di Sepioteuthis vennero descritte nell'Indo-Pacifico; nel 1939 il malacologo belga William Adam esaminò gli esemplari di Sepioteuthis raccolti nella zona tropicale dell'est dell'oceano Pacifico e sinonimizzò le 12 specie considerate valide con S. lessoniana.
Uno studio nel 1993 di Segawa et al. ha rivelato che la popolazione di S. lessoniana in Okinawa potrebbe essere composta da tre distinte specie. Sepioteuthis lessoniana potrebbe quindi includere più specie molto simili.

## Descrizione

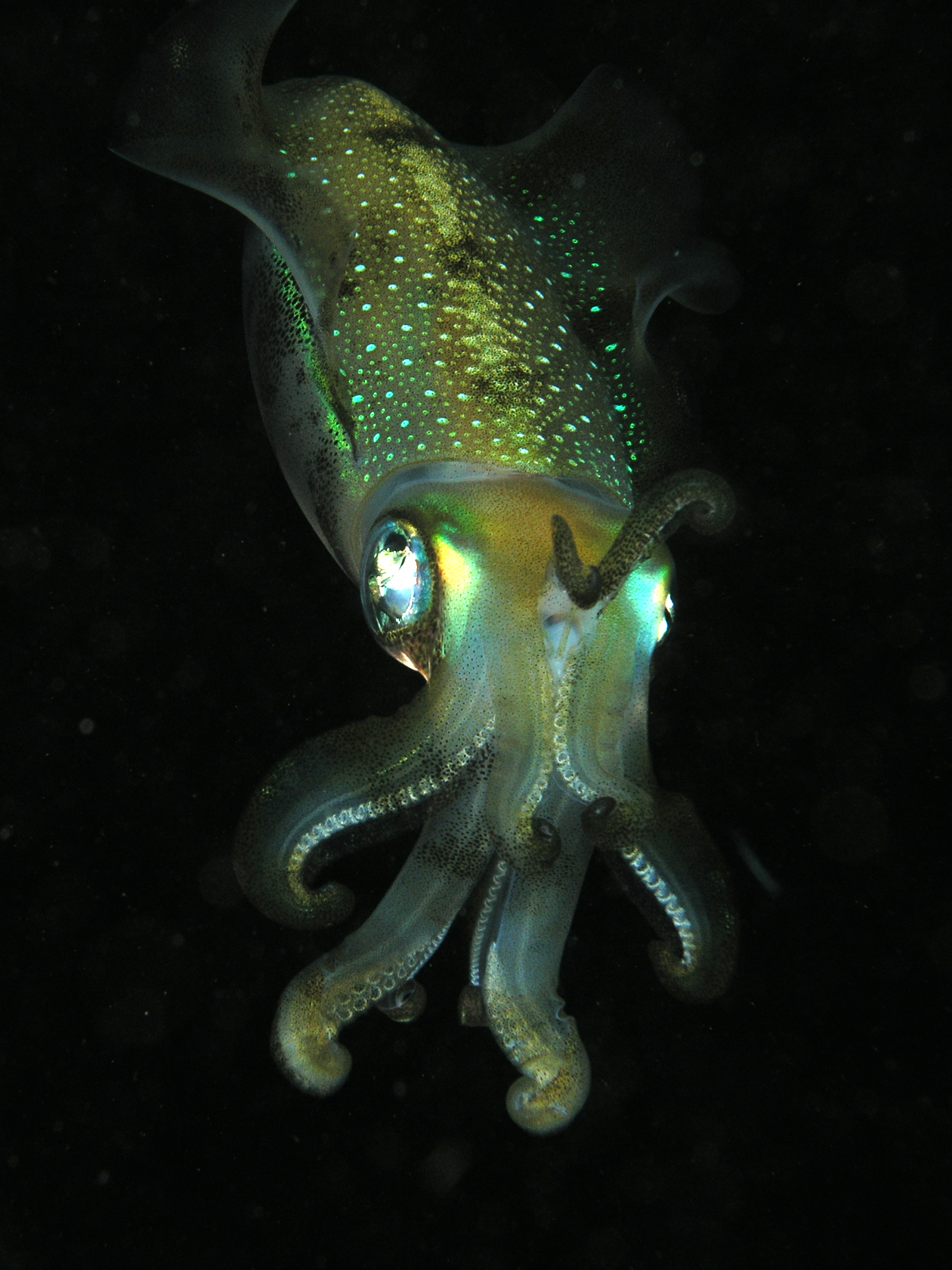
Sepioteuthis lessoniana

Come le altre specie del genere Sepioteuthis, questi calamari sono facili da distinguere grazie alle loro pinne ovali, abbastanza spesse, che si estendono lungo tutto il margine del mantello. Sono larghe circa il 70% del mantello e si estendono per l'83-97% della sua lunghezza. A causa di queste pinne potrebbero essere confusi con le seppie.
Il mantello è cilindrico, ma posteriormente si assottiglia diventando quasi conico. La sua lunghezza media varia da 4 a 33 cm negli esemplari maschili e da 3,8 a 25,6 nelle femmine. I maschi adulti pesano 403,5-1415 g, gli esemplari femminili non superano i 1046. La lunghezza massima registrata è di 38 cm, il peso massimo 1,8 kg.

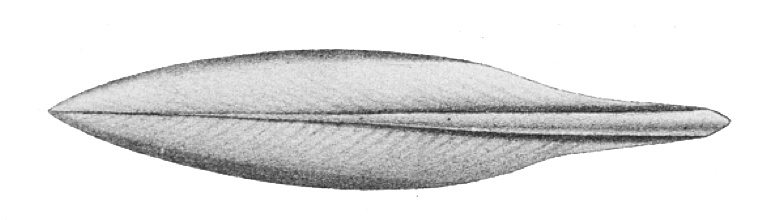
Gladio di S. lessoniana

Gli occhi sono grandi, verdastri. Sulla parte inferiore della testa sono presenti due creste che terminano dietro agli occhi. La bocca presenta un becco di colore scuro, ricurvo; la radula ha 7 file di denti.
Gli spermatofori dei maschi sono lunghi circa 4,5 mm e larghi 0,15 mm. Il gladio ha una forma lanceolata, con una nervatura al centro.
Le otto braccia sono spesse e non di uguale lunghezza. Ognuna di esse possiede due file di ventose di un diametro inferiore a 2 mm. Il braccio sinistro nel quarto paio di braccia nei maschi è modificato in un organo detto ectocotilo, utilizzato durante la riproduzione. I tentacoli sono lunghi, spessi, retrattili e leggermente compressi sui lati.

### Colorazione
La testa, il mantello e le braccia sono coperti in gran parte da cromatofori, meno diffusi sulla superficie ventrale. La colorazione degli esemplari vivi può variare dal bianco-giallastro al marrone-rosato o marrone-violaceo.
Come tutti i cefalopodi, S. lessoniana è capace di cambiare rapidamente colore tramite il controllo volontario dei cromatofori. Non possiede invece fotofori e non è quindi bioluminescente.

### Dimorfismo sessuale
Il dimorfismo sessuale non è molto marcato: i maschi sono spesso più grandi delle femmine, ma si possono riconoscere soltanto osservando il braccio sinistro nel quarto paio, che negli esemplari maschili è modificato nell'ectocotilo.

## Biologia

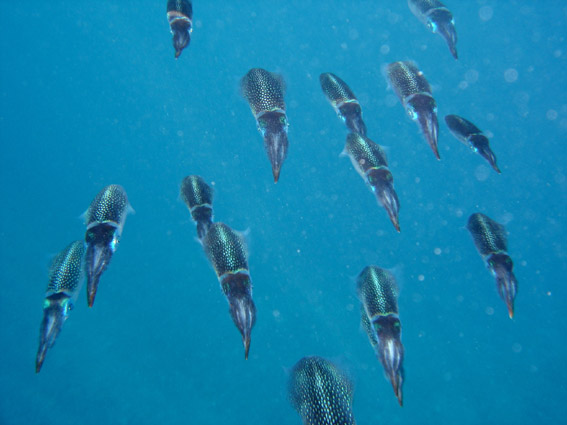
Gruppo di S. lessoniana nei pressi dell'isola della Riunione

### Comportamento
Questa specie ha abitudini simili a Sepioteuthis sepioidea, nota per il complesso comportamento, soprattutto durante il corteggiamento.
A formare gruppi non sono solo gli esemplari adulti, ma anche gli esemplari giovanili, che però non nuotano gli uni paralleli agli altri come in un vero banco.
Non è noto come riescano, in un gruppo, a riconoscersi individualmente tra loro.

### Alimentazione
La dieta di questa specie è molto varia e comprende molte specie di animali marini. Le sue prede principali sono pesci e crostacei (in particolare gamberi, granchi e stomatopodi). Gli esemplari osservati in cattività mangiavano un pesce ogni 2-25 ore.

### Predatori

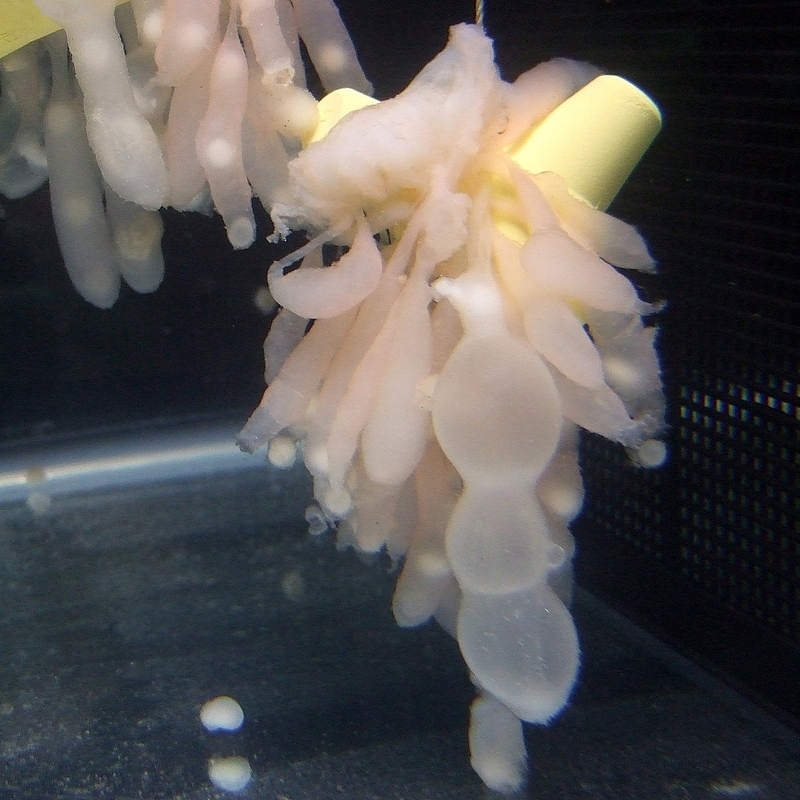
Uova di S. lessoniana

Questo calamaro è preda di diverse specie di pesci, come Thunnus albacares, Xiphias gladius,Istioforidi e Lutianidi, nonché da diverse specie di squali, come il longimano, il toro o il punte argentee.

### Parassiti
Può essere ospite del copepode parassita esterno Doridicola similis e dei diciemidi parassiti interni Dicyema orientale e Dicyema koshidai.

### Riproduzione
La deposizione delle uova avviene solitamente durante il mese di maggio, ma S. lessoniana può deporre durante tutto l'anno; inoltre, a causa dell'areale molto ampio, il periodo riproduttivo può variare considerevolmente. Durante l'accoppiamento, i maschi trasferiscono con l'ectocotilo gli spermatofori nella cavità palleale delle femmine. Queste ultime possono deporre da 20 a 1180 uova e muoiono poco dopo la riproduzione.
Le uova sono deposte in nastri di capsule su rocce, piante acquatiche e coralli. Ogni capsula contiene da 2 a 9 uova.
L'incubazione ha una durata di 3 settimane, ma può cambiare al variare della temperatura. Nelle acque calde dell'Indonesia, l'incubazione dura fino a 16 giorni, in Thailandia raggiunge i 22. Alla schiusa i giovani sembrano adulti in miniatura, con pinne funzionanti e con già la capacità di espellere inchiostro. Due settimane dopo gli esemplari giovanili iniziano a spostarsi in gruppi.
La maturità sessuale viene raggiunta dopo poco meno di 210 giorni di vita in natura, più presto in cattività; i maschi maturano prima. La temperatura sembra influenzare abbastanza la durata della vita degli esemplari (161-315 giorni in cattività): l'acqua calda sembra infatti essere associata con minore durata della vita e minori dimensioni, mentre gli esemplari in acqua fredda sono di dimensioni maggiori. La crescita è comunque molto veloce, in 4 mesi un esemplare di S. lessoniana può guadagnare fino a 600 g di peso.

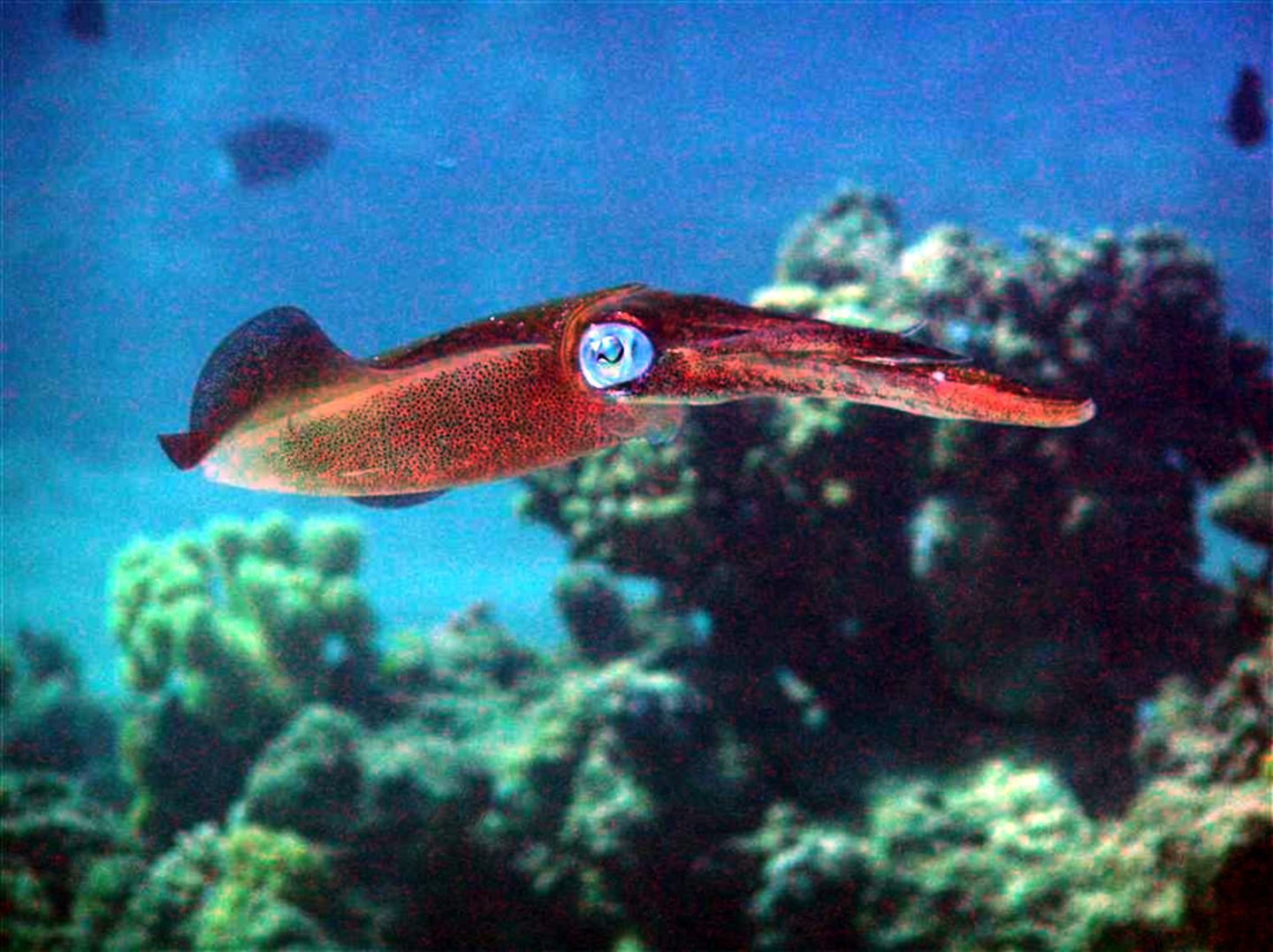
Esemplare in Egitto

## Distribuzione e habitat
Questo mollusco è il calamaro che ha l'areale più ampio tra le specie del suo genere. Si trova in acque temperate e tropicali dell'Indo-Pacifico e si è stabilito anche nel mar Mediterraneo a causa della migrazione lessepsiana. L'areale originariamente si estendeva dalle Hawaii e dal Giappone fino al mar Rosso; verso sud arrivava fino alla Nuova Zelanda.
Nel 2002 degli esemplari di S. lessoniana sono stati osservati nel golfo di Alessandretta, nel Mediterraneo, dove sono arrivati attraverso il canale di Suez (migrazione lessepsiana).
Questa specie nuota tra 0 e 100 m di profondità ed è prevalentemente costiera. A volte vive nelle barriere coralline. È attiva soprattutto di notte e si sposta verso acque più profonde durante il giorno.

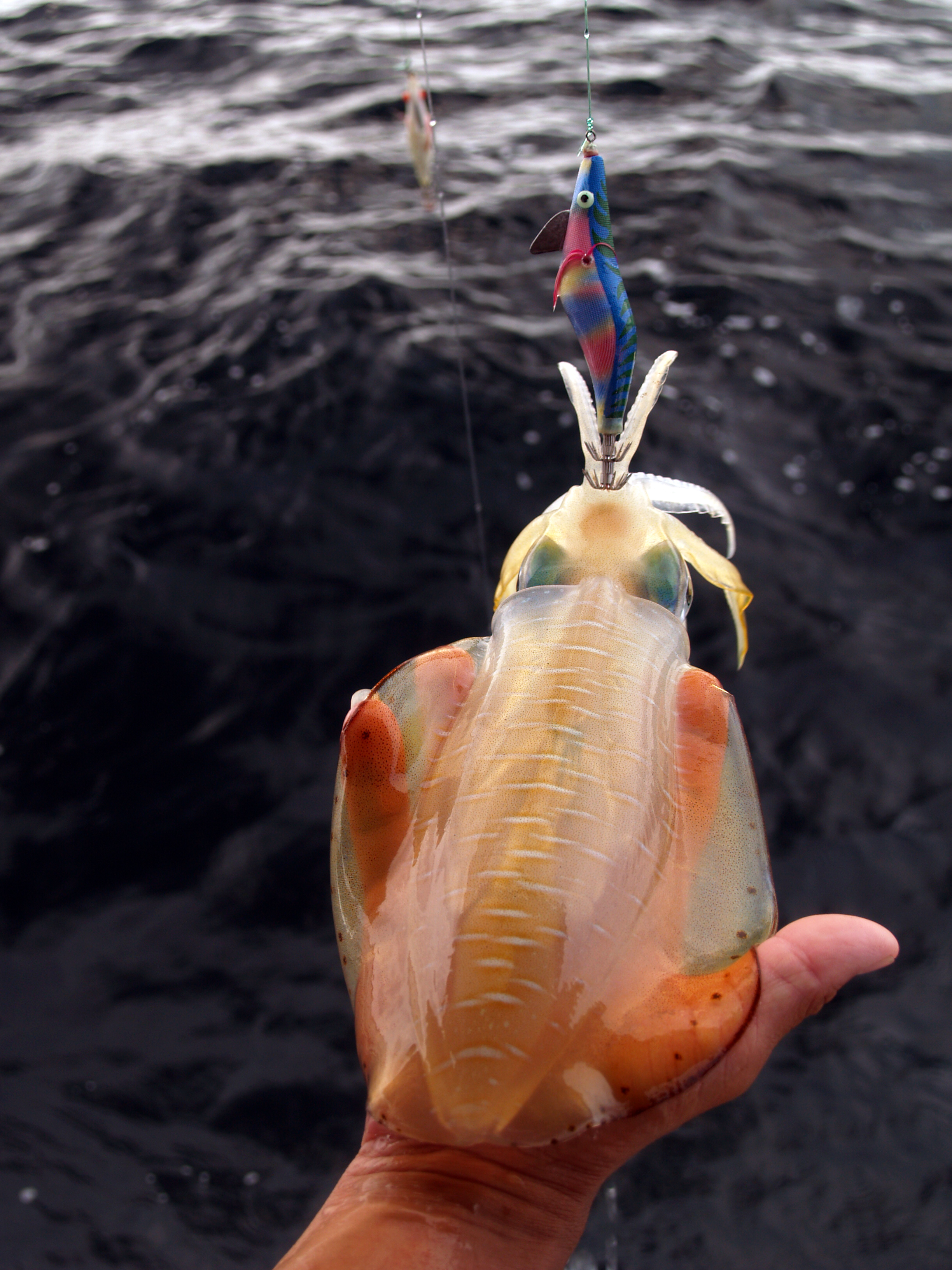
Esemplare catturato a Pekan, Malaysia

## Importanza economica

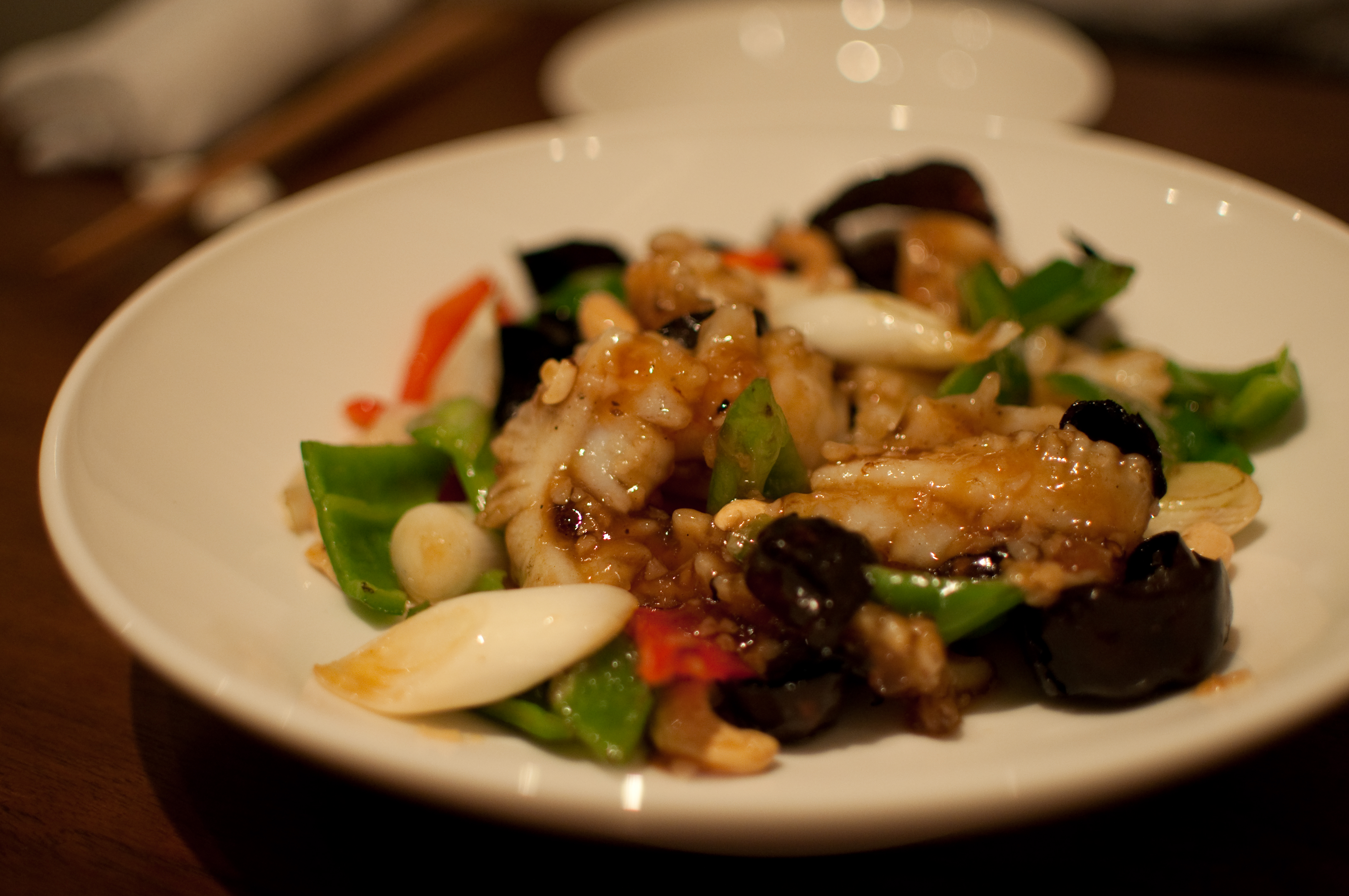
Piatto di S. lessoniana

### Pesca commerciale
È una delle specie di calamaro più importanti dal punto di vista commerciale essendo molto diffusa come cibo. Questi calamari vengono catturati in grandi quantità con reti da pesca, in particolare con reti a strascico. Localmente vengono anche pescati con nasse, esche artificiali e fucili subacquei.
La pesca viene effettuata soprattutto durante la notte, sfruttando l'attrazione dei calamari nei confronti delle luci. Le popolazioni di questa specie non sono stagionali, ma possono venire pescate durante tutto l'anno. Vengono anche catturate come esche per pesci.
A causa della loro crescita rapida, anche in cattività, e alla loro breve durata della vita, gli esemplari di S. lessoniana sono molto promettenti per l'acquacoltura.

### Riscaldamento globale
S. lessoniana si adatta alle alte temperature deponendo più uova: questo la rende un buon indicatore di mutamenti climatici. Anche a causa della crescita rapida, la popolazione di calamari potrebbe aumentare drasticamente in risposta al riscaldamento globale.
La pesca eccessiva dei pesci che predano questa specie è un'altra causa che porta all'aumento della popolazione di S. lessoniana, come è successo nel golfo del Siam.
Il riscaldamento delle acque, inoltre, rende possibile alle popolazioni di calamari di migrare in aree prima troppo fredde, come nel caso della migrazione nel mar Mediterraneo.